# Grad Toompea
Grad Toompea (estonsko Toompea loss, latinsko Castrum Danorum) je grad na hribu Toompea v osrednjem delu Talina, glavnega mesta Estonije. V gradu, starodavni trdnjavi, ki se uporablja vsaj od 9. stoletja, je danes Estonski parlament.

## Zgodovina
V estonski mitologiji je Toompea znan kot gomila nad grobom Kaleva, ki mu ga je v spomin postavila njegova žalujoča žena Linda, kot je opisano v nacionalnem epu Kalevipoeg.
Leta 1219 so grad prevzeli danski križarji pod vodstvom Valdemarja II. Po priljubljeni danski legendi je danska zastava (Dannebrog) padla z neba v kritični fazi bitke (znana kot bitka pri Lindaniseu). Ta prvi pravi grad je bil imenovan grad Dancev, v latinskem Castrum Danorum in v estonskem Taanilinnus. Iz slednjega verjetno izhaja sodobno ime mesta Talin.
Leta 1227 je grad prevzel red livonskih bratov meča, ki so sprožili resne gradnje. Grad, ki so ga začeli graditi, je v veliki meri danes viden grad. Takrat je bil dokončan grad na jugozahodnem delu klifa Toompea, v jugovzhodnem kotu pa je bil stražni stolp. Trdnjava se je imenovala castrum minus (majhna trdnjava), za razliko od preostale Toompee, ki se je imenovala castrum magnus (velika trdnjava).
Deset let kasneje je spet padel Dancem, vendar je bil leta 1346 prodan Tevtonskemu redu in ostal v njihovih rokah do konca srednjega veka. 
Ker je bil križarski tevtonski red verski red, je grad na več načinov spominjal na samostan. Imel je kapelo, kapitelj in dormitorij za viteze. Red je bil v 1370-ih odgovoren tudi za postavitev še vedno vidnih cerkvenih stolpov, vključno z okroglim Pilsticker (v prevodu 'ostrenje puščic', in je zdaj izgubil zgornja nadstropja), osemkotni Stür den Kerl (estonsko Tõrju vaenlast - 'odganjanje sovražnika'), Landskrone ('krona dežele') in Pikk Hermann (Langer Hermann). Visok Hermann je visok 48 metrov in dominira nad grajskim obzorjem. Izboljšane so bile tudi vzhodne in južne utrdbe. Izkopan je bil jarek. Vrata, ki so povezovala majhno in visoko trdnjavo, so bila opremljena z dvižnim mostom. 
Na vrhu stolpa je vsak dan ob sončnem vzhodu, ob zvoku državne himne, obešena estonska zastava, ob sončnem zahodu pa spuščena.
Z pretresi v livonski vojni v 16. stoletju so bili križarski redovi, ki so nekdaj prevladovali v današnjih baltskih državah, razpuščeni, regija pa je postala predmet sporov s strani Švedske, Poljske in Rusije. Do leta 1561 je severna Estonija postala švedsko gospostvo. Švedi so grad iz križarske trdnjave preoblikovali v slovesno in upravno središče politične moči v Estoniji, čemur je grad od takrat služil. Zgradili so 25 metrov dolgo in 11 metrov široko državno dvorano, za katero je bil leta 1583 v Talin poslan poljski graditelj Antonius Poliensis, ki je vodil gradbena dela. Na sredini fasade stavbe državne dvorane je bilo dvostransko slovesno stopnišče z obeliski, naslonjenimi na krogle, primer je bil vzet iz takratne kraljeve palače v Stockholmu. V drugem nadstropju je bila velika dvorana z odprtim balkon na zunanji strani zahodne stene. Samostansko stavbo so dvignili za eno nadstropje in spremenili razporeditev prostorov. Po zaključku državne dvorane in kraljevih stanovanj so se avgusta 1589 tam srečali švedski kralj Ivan III. Švedski in njegov sin Sigismund, poljski kralj in švedski prestolonaslednik. Iz te veličastne državne dvorane so na zahodnem pročelju gradu, v steni ob Piki Hermann, ohranjene tri obzidne okenske odprtine. Obnovitvena dela so se nadaljevala v 17. stoletju, vendar je trdnjava izgubila vojaški pomen, še toliko bolj, ker so bili leta 1696 zgrajeni Ingrijski in Švedski bastijoni kot novi utrdbi.
Leta 1710 je Švedska izgubila ozemlje današnje Estonije proti Ruskemu imperiju. Ruska uprava je na koncu izvedla obsežne obnove in grad dokončno spremenila v palačo. V vzhodnem delu grajskega kompleksa je bilo dodano novo prevladujoče krilo v baročnem in neoklasicističnem slogu, ki ga je zasnoval Johann Schultz. V njem je bila uprava guvernerstva in bivalni prostori guvernerja. V času carizma je bil na jugovzhodu gradu postavljen tudi javni park in v bližini postavljena arhivska stavba.

## Stavba parlamenta
Po estonski razglasitvi neodvisnosti leta 1918 je bila na mestu nekdanje samostanske stavbe Tevtonskega reda postavljena stavba za republiški parlament. Dokončanje je trajalo dve leti, končali pa so jo leta 1922, oblikovala pa sta jo arhitekta Eugen Habermann in Herbert Johanson. Čeprav je zunanjost tradicionalistična, je notranjost ekspresionistična - edina ekspresionistična stavba parlamenta na svetu. Poleg tega so bili takrat namesto nekdanjih hlevov na severni strani gradu postavljeni nekateri manj vidni spremljajoči objekti. Neobaročna ekspresionistična stavba je bila v njenem času cenjena kot vrhunski dosežek estonske arhitekture med vojnama, a je bila sodobnikom preprosto nesprejemljivo nerazumljiva.
V naslednjih obdobjih sovjetske, nemške in druge sovjetske okupacije (1940–1991) je bil Riigikogu razpuščen. Grad in zgradbo Riigikogu pa je vrhovni sovjet Estonske SSR uporabljal med drugo sovjetsko okupacijo (1944−1990).